# L'ispettore Ottozampe e il mistero dei misteri
L'ispettore Ottozampe e il mistero dei misteri (Inspector Sun y la maldición de la viuda negra) è un film d'animazione uscito nei cinema il 31 dicembre 2022 diretto da Julio Soto Gurpide. Il film è prodotto da Kapers Animation e The Thinklab e distribuito da Eagle Pictures.

## Trama
Shangai, 1934. L'ispettore Ottozampe è un ragno detective, di buon cuore, pasticcione e casualmente fortunato, che viene allontanato dallo zio capo della polizia dopo aver distrutto un palazzo nonostante la riuscita della cattura dello spaventoso criminale Fred Locusta. Ottozampe decide di andare in vacanza a San Francisco per rilassarsi e riprendersi dalla delusione. Verrà seguito clandestinamente da Janey, una ragnetta sua fan sfegatata determinata ad essere la sua assistente nonostante il parere negativo dell'ispettore. Durante il volo viene avvicinato dal ricco medico Bugsy e dalla moglie Arabella (una vedova nera che ha già seppellito 12 mariti) sull'aereo in luna di miele, in quanto costui ha ricevuto delle minacce di morte e vorrebbe protezione. Ottozampe non gli crede ma poco dopo rinvengono il cadavere del dottore morto in circostanze misteriose ed inusuali. Parte così un'indagine che coinvolgerà tutti i passeggeri del volo.

## Riconoscimenti
- 2023 - Medallas del Círculo de Escritores Cinematográficos
  - Candidatura come Miglior film d'animazione[1]
- 2023 - Premio Goya
  - Candidatura come Miglior film d'animazione[2]

- La sceneggiatura del film è stata premiata con un Samuel Goldwyn Writing Award.